# Devon Larratt
Devon Larratt, född 24 april 1975 i Victoria, British Columbia, är en kanadensisk professionell armbrytare. Larratt betraktas av vissa som en av de bästa utövarna genom tiderna och är den ende som någonsin varit tungviktsmästare i WAL (World Armwrestling League) på både vänster och höger arm samtidigt. På senare år har Larratt dock fått en stor mängd kritik för att ägna sig åt fusk, hotelser och osportsligt uppträdande under och mellan matcher.

## Biografi
Devon Larratts intresse för armbrytning väcktes i unga år. Vid 21 års ålder gick han med i Kanadas specialstyrkor, där han fortsatte att träna och tävla inom sporten. Larratt har själv uppgett att den träning och erfarenhet han fick vid olika militärbaser varit avgörande för hans framgångar inom armbrytning.
År 2013 genomgick Larratt en operation i höger arm och armbåge, vilket tvingade honom att under en period endast tävla med vänster arm. Trots detta behöll han sin titel som mästare i supertungvikt för höger arm inom Arm Wars, även om han inte längre kunde försvara den. Titeln som interimsmästare övertogs av Michael Todd.
Larratt vann 2015 titeln i vänsterarmens tungviktsklass (196–225 lb) inom World Armwrestling League (WAL) och placerade sig samma år på tredje plats i höger arm. År 2016 försvarade han sin vänsterarmstitel och vann även mästerskapet i höger arm. Under 2017 lyckades han försvara båda sina titlar inom WAL.
År 2018 besegrade han Jerry Cadorette i en supermatch vid WAL 402. Senare samma år mötte han Michael Todd vid WAL 406, där Larratt förlorade med siffrorna 3–2. I den internationellt uppmärksammade matchen Vendetta All Stars – Armfight 50 besegrades han av Denis Cyplenkov med 6–0.